# Суха Гомільша
Суха́ Гомі́льша — село в Україні, у Слобожанській міській громаді Чугуївського району Харківської області. Населення становить 25 осіб. До 2020 року орган місцевого самоврядування — Нижньобишкинська сільська рада.

## Географія
Село Суха Гомільша знаходиться на правому березі річки Гомільша, яка через 2 км впадає в річку Сіверський Донець (права притока), вище за течією Сіверського Дінця на відстані в 4 км розташоване село Коробів Хутір, нижче за течією 5 км — село Нижній Бишкин, вище за течією річки Гомільша на відстані 7 км — село Велика Гомільша. До села примикає великий лісовий масив (дуб).

## Походження назви
Село розташоване вздовж берега річки Гомільша. Ймовірно, цей гідронім дав назву населеному пункту. Можливо також, що назва Гомільша походить від давньоруського гомила — «могила», оскільки в околицях села відомо безліч курганів — поховань періоду енеоліту-середньовіччя.

## Історія

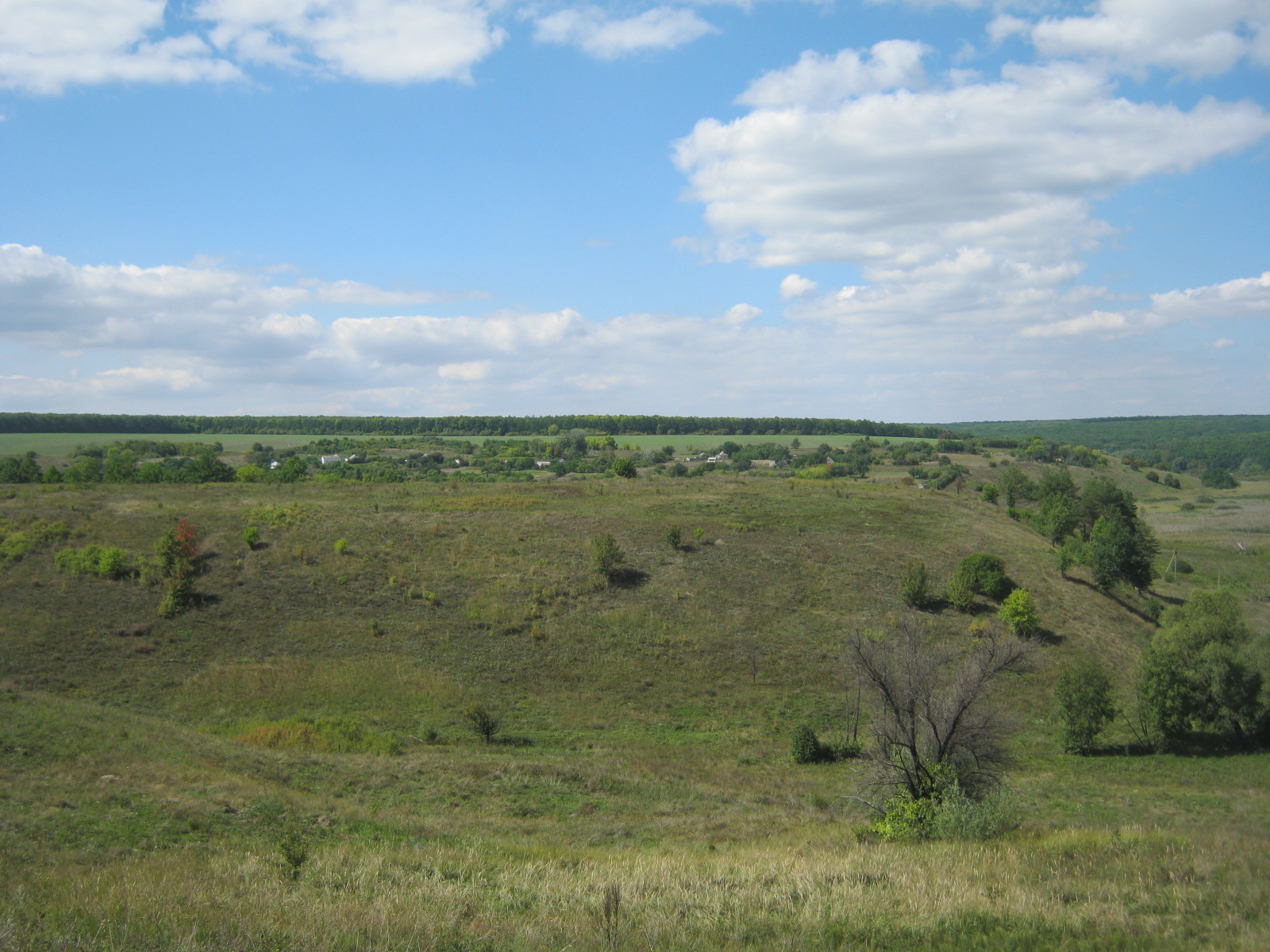
Городище і селище «Суха Гомільша»

У давнину і середньовіччя територію села населяли носії скіфської лісостепової, пеньківської, і салтівської археологічних культур.
1618 — дата заснування сучасного села.
Село постраждало внаслідок геноциду українського народу, вчиненого урядом СРСР у 1932—1933 роках, кількість встановлених жертв в Нижньому Бишкині, Сухій Гомільші та Геївці — 187 людей.
23 березня 1942 року угорські війська пограбували село, розстріляли 22 місцевих мешканців, а при огляді колгоспної комори виявили 27 поранених червоноармійців, яких також вбили.

## Пам'ятки
- Унікальний для південно-східної Європи археологічний комплекс, який належить до змішаного слов'яно-тюркського поселення VIII—X ст. Збереглися фортеця із залишками кам'яних стін, залишки жител і безкурганний могильник зі слов'янським обрядом поховання — трупоспаленням. Сухогомільшанське городище відзначено в «Книзі Великому кресленню»[5].